# Irmfried Eberl
Irmfried Eberl, född 8 september 1910 i Bregenz, död 16 februari 1948 i Ulm, var en tysk SS-läkare och SS-Obersturmführer. Eberl var förintelselägret Treblinkas förste kommendant och den ende läkaren som under nazieran var kommendant för ett utrotningsläger.

## Biografi
Eberl inträdde i Nationalsocialistiska tyska arbetarepartiet (NSDAP) i december 1931, då han fortfarande studerade medicin. Två år senare, år 1933, avlade han läkarexamen vid Innsbrucks universitet och i februari 1935 promoverades han. Han tjänstgjorde därefter som underläkare innan han blev specialist i psykiatri. Efter Anschluss, Tysklands annektering av Österrike i mars 1938, verkade Eberl inom Berlins sjukvårdsförvaltning. Eberl var en ivrig förespråkare för Nazitysklands så kallade eutanasiprogram Aktion T4 inom vilket minst 164 000 personer med funktionsnedsättning och mental sjukdom mördades. Mellan 1939 och 1941 förestod Eberl ”eutanasiinstituten” (NS-Tötungsanstalte) i Brandenburg och Bernburg. Under hans befäl gasades cirka 18 000 personer ihjäl med kolmonoxid från dieselmotorer.

### Treblinka
Den 11 juli 1942 utnämndes Eberl till kommendant för förintelselägret Treblinka, efter en kort period i Chełmno. Eberl hade ambitionen att Treblinka skulle bli det effektivaste lägret inom ramen för Nazitysklands förintelseprogram Operation Reinhard. Från den 23 juli till den 28 augusti 1942 deporterades omkring 312 500 judar till Treblinka. Från Warszawas getto och distriktet Warschau deporterades 245 000 judar, från distriktet Radom 51 000 judar och från distriktet Lublin 16 500 judar. Förintelseapparaten i Treblinka hann dock inte med att mörda och begrava alla de judar som anlände per tåg till Treblinka. Detta fick till följd att döda kroppar, stadda i förruttnelse, förblev liggande på ankomstområdet och vid gaskamrarna. Eberl avskedades från sin post som kommendant den 26 augusti 1942 och ersattes av Franz Stangl, tidigare kommendant i Sobibór. Eberl anklagades för bristande kompetens och ineffektivitet.
Efter avskedet från Treblinka återkom Eberl för en kort tid till anstalten i Bernburg. I början av år 1944 anslöt han sig till Wehrmacht och kommenderades till västfronten i Luxemburg, där han senare greps av amerikanska trupper och hamnade i krigsfångenskap. Då de allierade inte hade kännedom om Eberls aktiviteter inom Aktion T4 och i Treblinka, släpptes han i juli 1945. Han bosatte sig i Blaubeuren och etablerade sig ånyo som läkare. Med tiden kom myndigheterna Eberl på spåren och i januari 1948 arresteras han i avvaktan på rättegång. En dryg månad senare hängde sig Eberl i sin cell i Ulm.

## Äktenskap
Eberl gifte sig 1938 med Ruth Rehm (1907–1944). Efter hennes död gifte han 1946 om sig med Gerda Friedericke Poppendieck (1908–1981).